# Morti nel 1944/Novembre
| Questa pagina contiene informazioni ricavate automaticamente dalle voci biografiche con l'ausilio del template Bio e di un bot. L'aggiornamento è periodico e automatico e ricostruisce completamente la pagina. Se manca una persona in questa lista, sei pregato di non aggiungerla, ma accertati piuttosto che la sua voce biografica contenga il template Bio e che i dati anagrafici siano correttamente compilati. Se il template Bio manca, inseriscilo tu stesso o, in alternativa, metti l'avviso {{tmp\|Bio}} che ne segnala la mancanza. Se i dati riportati sono sbagliati, correggi direttamente la voce biografica; le modifiche saranno visibili in questa lista entro pochi giorni. Per chiarimenti vedi il progetto biografie. La lista contiene solo le 163 persone che sono citate nell'enciclopedia e per le quali è stato implementato correttamente il template Bio. Pagina aggiornata al 18 ago 2025. |

- 1º novembre - Charles Diehl, bizantinista francese (n. 1859)
- 1º novembre - Paola Garelli, partigiana italiana (n. 1916)
- 1º novembre - Aleda Lutz, infermiera statunitense (n. 1915)
- 1º novembre - Silvio Marcuzzi, operaio, antifascista e partigiano italiano (n. 1907)
- 1º novembre - Andrej Szeptycki, arcivescovo cattolico ucraino (n. 1865)
- 1º novembre - Alexander Tornquist, paleontologo e geologo tedesco (n. 1868)
- 2 novembre - Adelaide Bernardini, scrittrice, poetessa e drammaturga italiana (n. 1872)
- 2 novembre - Corrado Ciamberlini, matematico italiano (n. 1861)
- 2 novembre - Ljubiša Đorđević, calciatore jugoslavo (n. 1906)
- 2 novembre - Mehdi Hüseynzadə, militare, partigiano e guerrigliero azero (n. 1918)
- 2 novembre - Ermanno Maciocio, partigiano italiano (n. 1923)
- 2 novembre - Thomas Midgley, ingegnere, chimico e inventore statunitense (n. 1889)
- 2 novembre - Károly Zsák, calciatore ungherese (n. 1895)
- 3 novembre - Rudolf Jacobs, partigiano e militare tedesco (n. 1914)
- 3 novembre - Galina Romanova, medico sovietico (n. 1918)
- 4 novembre - Armellini Chiappi, generale italiano (n. 1879)
- 4 novembre - John Dill, generale britannico (n. 1881)
- 4 novembre - Endre Kabos, schermidore ungherese (n. 1906)
- 4 novembre - Gennaro Pagano di Melito, militare e diplomatico italiano (n. 1879)
- 4 novembre - Tomasina Pozzi, religiosa e mistica italiana (n. 1910)
- 4 novembre - Adolfo Serafino, militare e partigiano italiano (n. 1920)
- 5 novembre - Alexis Carrel, chirurgo e biologo francese (n. 1873)
- 5 novembre - Claude Chapperon, ciclista su strada francese (n. 1877)
- 5 novembre - Silvino Folloni, partigiano italiano (n. 1923)
- 5 novembre - Lodovico Gavazzi, imprenditore e politico italiano (n. 1857)
- 5 novembre - Aristodemo Zingarini, pittore italiano (n. 1878)
- 6 novembre - Clara Driscoll, designer statunitense (n. 1861)
- 6 novembre - Walter Guinness, I barone Moyne, politico britannico (n. 1880)
- 7 novembre - Claude Bowes-Lyon, XIV conte di Strathmore e Kinghorne, nobile britannico (n. 1855)
- 7 novembre - Charles John Clerke, calciatore inglese (n. 1857)
- 7 novembre - Carl Wilhelm Oseen, fisico svedese (n. 1879)
- 7 novembre - Hotsumi Ozaki, giornalista giapponese (n. 1901)
- 7 novembre - Franc Rozman, generale e partigiano jugoslavo (n. 1911)
- 7 novembre - Richard Sorge, giornalista tedesco (n. 1895)
- 7 novembre - Hannah Szenes, militare e poetessa ungherese (n. 1921)
- 8 novembre - André Abegglen, allenatore di calcio e calciatore svizzero (n. 1909)
- 8 novembre - Bedřich Fritta, artista ceco (n. 1906)
- 8 novembre - Emanuele Lena, militare, partigiano e antifascista italiano (n. 1920)
- 8 novembre - Walter Nowotny, aviatore austriaco (n. 1920)
- 8 novembre - Maurice Paléologue, diplomatico, storico e scrittore francese (n. 1859)
- 9 novembre - Jane Grey, attrice statunitense (n. 1883)
- 9 novembre - Fred Holmes, tiratore di fune britannico (n. 1886)
- 9 novembre - Paul Fridolin Kehr, archivista, storico e diplomatista tedesco (n. 1860)
- 9 novembre - Aimé Lepercq, politico, partigiano e militare francese (n. 1889)
- 9 novembre - Frank Marshall, scacchista statunitense (n. 1877)
- 9 novembre - Aleksandr Nikolaevič Vinokurov, politico e giurista sovietico (n. 1869)
- 10 novembre - Zeffirino Ballardini, antifascista italiano (n. 1922)
- 10 novembre - Ferdinand Gottschalk, attore britannico (n. 1858)
- 10 novembre - Emilio Po, ebanista e partigiano italiano (n. 1916)
- 10 novembre - Miklós Radnóti, poeta ungherese (n. 1909)
- 10 novembre - Friedrich-Werner Graf von der Schulenburg, diplomatico tedesco (n. 1875)
- 10 novembre - Giacomo Ulivi, partigiano italiano (n. 1925)
- 10 novembre - Wang Jingwei, politico cinese (n. 1889)
- 11 novembre - Daniil Varfolomeevič Avdeev, militare e partigiano sovietico (n. 1917)
- 11 novembre - Mikio Hayakawa, ammiraglio giapponese (n. 1894)
- 11 novembre - Michele Arcangelo Petrone, magistrato e politico italiano (n. 1869)
- 12 novembre - George David Birkhoff, matematico statunitense (n. 1884)
- 12 novembre - Robert Curry, lottatore statunitense (n. 1882)
- 12 novembre - Charles M. Seay, regista, sceneggiatore e attore statunitense (n. 1867)
- 13 novembre - Amilcare Dallagherarda, partigiano italiano (n. 1923)
- 13 novembre - Georg Frank, calciatore tedesco (n. 1907)
- 13 novembre - Vincenzo Fusco, militare italiano (n. 1913)
- 13 novembre - Carl Lampert, presbitero austriaco (n. 1894)
- 13 novembre - Pietro Arnaldo Terzi, politico e militare italiano (n. 1881)
- 14 novembre - Walter-Wilhelm Cramer, tedesco (n. 1886)
- 14 novembre - Cyrus Edwin Dallin, scultore e arciere statunitense (n. 1861)
- 14 novembre - Carl Flesch, violinista ungherese (n. 1873)
- 14 novembre - Paul Graener, compositore e direttore d'orchestra tedesco (n. 1872)
- 14 novembre - Trafford Leigh-Mallory, generale britannico (n. 1892)
- 14 novembre - Bernhard Letterhaus, sindacalista e politico tedesco (n. 1894)
- 14 novembre - Giuseppe Pesola, militare e aviatore italiano (n. 1915)
- 15 novembre - Carlo Bagnaresi, militare italiano (n. 1922)
- 15 novembre - Felice Cenacchio, partigiano italiano (n. 1926)
- 15 novembre - Edith Durham, viaggiatrice, scrittrice e etnografa britannica (n. 1863)
- 15 novembre - Nelle Richmond Eberhart, librettista, poetessa e insegnante statunitense (n. 1871)
- 15 novembre - Kurt Gerron, attore, regista e cantante tedesco (n. 1897)
- 15 novembre - Cayetano Santos Godino, serial killer argentino (n. 1896)
- 15 novembre - Pietro Amato Perretta, magistrato e partigiano italiano (n. 1885)
- 15 novembre - Giuseppe Vicentini, fisico e sismologo italiano (n. 1860)
- 16 novembre - Giovanni Appiani, magistrato e politico italiano (n. 1865)
- 16 novembre - Antonio Danieli, partigiano italiano (n. 1926)
- 16 novembre - Carlo Gallina, militare e calciatore italiano (n. 1895)
- 16 novembre - Antonio Longhini, aviatore italiano (n. 1918)
- 16 novembre - Charles Marion, cavaliere francese (n. 1887)
- 16 novembre - Giuseppe Morelli, dirigente d'azienda, avvocato e politico italiano (n. 1879)
- 17 novembre - Ettore Archinti, scultore e politico italiano (n. 1878)
- 17 novembre - Ventura Fernández López, scrittore, poeta e drammaturgo spagnolo (n. 1866)
- 17 novembre - Raffaele Menici, militare e partigiano italiano (n. 1895)
- 18 novembre - Umberto Cosmo, critico letterario italiano (n. 1868)
- 18 novembre - Filippo Fiorentini, ingegnere e imprenditore italiano (n. 1876)
- 18 novembre - Aharon Abraham Kabak, scrittore lituano (n. 1880)
- 18 novembre - Tsunesaburō Makiguchi, filosofo, educatore e attivista giapponese (n. 1871)
- 18 novembre - Enzo Sereni, attivista, partigiano e scrittore italiano (n. 1905)
- 19 novembre - Ludwig Dettmann, pittore tedesco (n. 1865)
- 19 novembre - Lovick Friend, generale britannico (n. 1856)
- 19 novembre - Ferdinando Innamorati, politico e antifascista italiano (n. 1877)
- 19 novembre - Luigi Miliani, scacchista e ingegnere italiano (n. 1875)
- 19 novembre - Angelo Luciano Tondelli, partigiano italiano (n. 1924)
- 20 novembre - Gabriele Foschiatti, militare, partigiano e antifascista italiano (n. 1889)
- 20 novembre - Maria Jacobini, attrice italiana (n. 1892)
- 20 novembre - Haviva Reik, militare britannica (n. 1914)
- 21 novembre - Egisto Cagnoni, sindacalista e politico italiano (n. 1875)
- 21 novembre - Joseph Caillaux, politico francese (n. 1863)
- 21 novembre - Franz Hecker, pittore tedesco (n. 1870)
- 21 novembre - Adolf Jäger, calciatore tedesco (n. 1889)
- 21 novembre - Ferenc Kemény, dirigente sportivo e educatore ungherese (n. 1860)
- 21 novembre - Giorgio Paglia, patriota, partigiano e antifascista italiano (n. 1922)
- 21 novembre - Nicola Serra, antifascista italiano (n. 1918)
- 21 novembre - Eliot Stannard, sceneggiatore inglese (n. 1888)
- 22 novembre - Jacques Boulenger, scrittore e critico letterario francese (n. 1879)
- 22 novembre - George Clausen, pittore inglese (n. 1852)
- 22 novembre - Arthur Eddington, astrofisico inglese (n. 1882)
- 22 novembre - Anna Kolesárová, beata slovacca (n. 1928)
- 22 novembre - Lizzie Yu Der Ling, cinese (n. 1881)
- 22 novembre - Michele Saccani, partigiano italiano (n. 1921)
- 22 novembre - Bolesław Twardowski, arcivescovo cattolico polacco (n. 1864)
- 23 novembre - Guglielmo Bravo, imprenditore italiano (n. 1896)
- 23 novembre - Luigi Capri Cruciani, politico, imprenditore e scrittore italiano (n. 1883)
- 23 novembre - Angelo Gotti, operaio e partigiano italiano (n. 1921)
- 23 novembre - August Klingler, calciatore tedesco (n. 1918)
- 23 novembre - Eros Lanfranco, partigiano italiano (n. 1906)
- 24 novembre - Manfredo Bertini, partigiano italiano (n. 1914)
- 24 novembre - Antonio Lagorio, medico statunitense (n. 1857)
- 24 novembre - Oddino Morgari, politico e giornalista italiano (n. 1865)
- 24 novembre - Ayao Shirane, aviatore giapponese (n. 1916)
- 24 novembre - Alessandro Varini, calciatore italiano (n. 1900)
- 24 novembre - Emilio Vecchia, partigiano italiano (n. 1924)
- 24 novembre - Akira Yamamoto, aviatore giapponese (n. 1913)
- 25 novembre - Georg Dascher, pallamanista tedesco (n. 1911)
- 25 novembre - Heitarō Edo, ammiraglio giapponese (n. 1890)
- 25 novembre - Kenesaw Mountain Landis, giudice e dirigente sportivo statunitense (n. 1866)
- 25 novembre - Giambattista Mancuso, partigiano italiano (n. 1922)
- 25 novembre - Kunio Nakagawa, generale giapponese (n. 1898)
- 25 novembre - Arturo Nathan, pittore italiano (n. 1891)
- 26 novembre - Ruy Blas Biagi, militare italiano (n. 1923)
- 26 novembre - Florence Foster Jenkins, cantante statunitense (n. 1868)
- 26 novembre - Louis Christian Hess, pittore e scultore austriaco (n. 1895)
- 26 novembre - Irma Marchiani, partigiana italiana (n. 1911)
- 27 novembre - Giovanni Battista Ghersi, militare e politico italiano (n. 1861)
- 27 novembre - Leonid Isaakovič Mandel'štam, fisico e scienziato sovietico (n. 1879)
- 27 novembre - Franco Martelli, militare e partigiano italiano (n. 1911)
- 27 novembre - Pietro Scevola, nuotatore, allenatore di calcio e calciatore italiano (n. 1900)
- 28 novembre - Giovanni Battista Beverini, diplomatico e politico italiano (n. 1872)
- 28 novembre - Robert A. Dillon, sceneggiatore e regista statunitense (n. 1889)
- 28 novembre - Elsbeth Ebertin, astrologa tedesca (n. 1880)
- 28 novembre - Mario Ginocchio, militare e partigiano italiano (n. 1923)
- 28 novembre - Willis Bradley Haviland, aviatore statunitense (n. 1890)
- 28 novembre - Ezio Lucarno, partigiano italiano (n. 1926)
- 28 novembre - Miro Luperi, partigiano italiano (n. 1911)
- 28 novembre - Augusto Stella, ingegnere e geologo italiano (n. 1863)
- 29 novembre - Angelo Bevilacqua, operaio e partigiano italiano (n. 1895)
- 29 novembre - Laura Henderson, produttrice teatrale inglese (n. 1863)
- 29 novembre - Gaston Hulin, politico francese (n. 1882)
- 29 novembre - Giuseppe Pavone, generale italiano (n. 1876)
- 29 novembre - Giovanni Raineri, politico italiano (n. 1858)
- 29 novembre - Bruno Venturini, chimico e partigiano italiano (n. 1909)
- 30 novembre - Antonio Cambriglia, militare italiano (n. 1920)
- 30 novembre - Giuseppina Finzi-Magrini, soprano italiano (n. 1878)
- 30 novembre - Loris Giorgi, partigiano italiano (n. 1924)
- 30 novembre - Max Halbe, scrittore tedesco (n. 1865)
- 30 novembre - Eoin O'Duffy, generale e politico irlandese (n. 1892)
- 30 novembre - Francesco Rizzitelli, militare e aviatore italiano (n. 1918)
- 30 novembre - Guido Tilche, partigiano, militare e patriota italiano (n. 1921)